# بين كينيدي (لاعب كرة قدم)
بين كينيدي (بالإنجليزية: Ben Kennedy)‏ (12 يناير 1997 بليسبورن في المملكة المتحدة - ) هو لاعب كرة قدم بريطاني في مركز الهجوم. لعب مع ستيفيناغ بوروه.

## وصلات خارجية
- بين كينيدي على موقع الاتحاد الأوربي (الإنجليزية)
- بين كينيدي على موقع قاعدة بيانات كرة القدم.إي يو (الإنجليزية)
- بين كينيدي على موقع Soccerbase.com (لاعب) (الإنجليزية)
- بين كينيدي على موقع Soccerway.com (الإنجليزية)